# Збірна Південного Судану з футболу
Футбо́льна збі́рна Півде́нного Суда́ну представляє Південний Судан у міжнародних футбольних змаганнях. Підпорядкована Футбольній асоціації Південного Судану.
Станом на 3 квітня 2025 посідає 170-e місце у рейтингу футбольних збірних світу.

## Історія
Збірна була сформована відразу після проголошення Південного Судану у 2011 році. Першим тренером збірної став Малеш Соро, помічником тренера Елія Джозеф, тренером воротарів Евард Дока.
Перший матч збірна провела 10 липня 2011 року проти команди з Кенії — футбольного клубу «Таскер», представника Кенійської Прем'єр-ліги. Хоча перед тим була домовленість гри зі збірною Кенії. Матч був зіграний на стадіоні Джуба. Збірна Південного Судану протягом перших десяти хвилин забила м'яч, але потім пропустила три.
10 лютого 2012 року збірна стала членом КАФ.. Перший офіційний міжнародний товариський матч збірна Південного Судану провела рівно через рік після першої неофіційної гри, 10 липня 2012 року зі збірною Уганди. Команди зіграли внічию 2:2, перший гол збірної забив Джеймс Мога.
З 2014 року національна збірна почала брати участь у офіційних турнірах під егідою КАФ, взявши участь у кваліфікації КАН-2015.
У 2019-20 роках не пройшла кваліфікацію Кубку африканських націй. 2021